# Poienarii Vechi, Prahova
Poienarii Vechi (în trecut, Poenari) este un sat în comuna Poienarii Burchii din județul Prahova, Muntenia, România.
La sfârșitul secolului al XIX-lea făcea parte din comuna Poienarii Apostoli, comună desființată în 1968, când satul a fost arondat comunei Poenarii Burchii.